# Ralf Huss
Ralf Huss (* 22. Juli 1962 in Plettenberg) ist ein deutscher Pathologe und Autor. Seine Fachgebiete sind die Krebs- und Stammzellforschung und die digitale Medizin.

## Leben
Ralf Huss ist in Ohle, Plettenberg aufgewachsen. Nach der Grundschule besuchte er dort das Albert-Schweitzer-Gymnasium, ging danach zum Wehrdienst und wurde Fallschirmspringer in Iserlohn.
Er ist verheiratet, hat zwei Kinder und lebt in Waakirchen. Ralf Huss ist Mitglied im Rotary Club Tegernsee sowie im Kuratorium der Stiftung Isar BioScience als auch des Max-Planck-Institut für Psychiatrie.

## Beruflicher Werdegang
Ralf Huss studierte Humanmedizin an der Universität Erlangen 1983 bis 1989 und absolvierte daraufhin sein Praktisches Jahr u. a. am Memorial Sloan-Kettering Cancer Center in New York. Er promovierte 1991 im Bereich Immunologie und machte eine Ausbildung in Innerer Medizin und Immunologie in Zürich, wo er zusammen mit dem Nobelpreisträger Rolf Zinkernagel arbeitete. Die ersten Forschungstätigkeiten über Stammzelltransplantation startete Ralf Huss unter Nobelpreisträger Edward Donnall Thomas am Fred Hutchinson Health Cancer Research Center in Seattle (USA).
Nach den Anfängen in den USA, kehrte er nach Deutschland zurück und wurde Assistent und danach Facharzt am Pathologischen Institut der Ludwig-Maximilians-Universität München.
An der Universität Cincinnati (USA) erhielt er 2004 eine Gastprofessur und wurde 2006 außerordentlicher Professor an der LMU München und Professor für Regenerative Medizin am Institute for Regenerative Medicine in Winston-Salem (USA).
Von 2005 bis 2011 war Ralf Huss Direktor und dann Vice-Präsident bei der Roche Diagnostics GmbH. 2011 gründete er die apceth GmbH & Co. KG in München und wurde 2015 Chief Medical Officer bei der Definiens AG in München, zusammen mit Nobelpreisträger Gerd Binnig.
Im selben Jahr wurde er Honorarprofessor am University Collage in Dublin, Irland und erhielt 2018 einen Lehrauftrag für „Biopolymere und Biotechnologie“ an der Fakultät für Chemie der Technischen Universität München.
2020 wurde er geschäftsführender Oberarzt am Institut für Pathologie, 2021 auch Direktor des Instituts für Digitale Medizin (IDM) und ab dem 1. Juli 2022 stellvertretender Ärztlicher Direktor am Universitätsklinikum Augsburg.
Seit 1. Januar 2023 ist Ralf Huss Nachfolger von Horst Domdey als Geschäftsführer der Biotech Cluster Development GmbH in Martinsried bei München.

## Ehrungen
- 1997: Special Fellow der Josè-Carreras-International Leukemia Foundation[5]
- 1999: Leukemia Young Investigator Award
- 2000: Forschungspreis der Arbeitsgemeinschaft internistische Onkologie in der Deutschen Krebsgesellschaft
- 2005: Honorary Doctor of Odessa National Medical University[6]

## Bücher
- Ralf Huss: Digital Medicine. Bringing Digital Solutions to Medical Practice, Jenny Standford Publishing, 2023, ISBN 978-981-4968-73-7.
- Ralf Huss, Michael Grunkin: Artificial Intelligence Applications In Human Pathology, World Scientific Europe Ltd, 2022, ISBN 978-1-80061-138-2.
- Bharat Jasani, Ralf Huss, Clive R. Taylor: Precision Cancer Medicine. Role of the Pathologist, Springer International Publishing, 2022, ISBN 978-3-030-84087-7.
- Ralf Huss: Künstliche Intelligenz, Robotik und Big Data in der Medizin. Springer Nature, Berlin 2019, ISBN 978-3-662-58150-6.
- Gerd Binnig, Ralf Huss, Günther Schmidt: Tissue Phenomics. Profiling Cancer Patients for Treatment Decisions. Pan Standford Publishers, 2018, ISBN 978-981-4774-88-8.
- Christine Günther, Andrea Hauser, Ralf Huss: Advances in Pharmaceutical Cell Therapy. Principles of Cell-based Biopharmaceuticals. World Scientific Publishing, 2016, ISBN 978-981-4616-78-2.

## Ausgewählte Publikationen
- R. Huss, S. E. Coupland: Software-assisted decision support in digital histopathology. In: J Pathol. 28. Jan 2020. doi:10.1002/path.5388
- G. Schmidt, H. Sade, N. Harder, H. Hessel, M. Athelogou, A. Buchner, C. Stief, T. Kirchner, R. Huss: Predicting prostate cancer progression using a network of bivariante prognostic models. In: J Pathol Inform. Band 10, 2019, S. 32.
- P. Schraml, M. Athelogou, T. Hermanns, R. Huss, H. Moch: Specific immune cell and lymphatic vessel signatures identified by image analysis in renal cancer. In: Mod Pathol. Band 32, Nr. 7, Jul 2019, S. 1042–1052.
- I. Gullo, P. Oliveira, M. Athelogou, G. Gonçalves, M. L. Pinto, J. Carvalho, A. Valente, H. Pinheiro, S. Andrade, G. M. Almeida, R. Huss, K. Das, P. Tan, J. C. Machado, C. Oliveira, F. Carneiro: New insights into the inflamed tumor immune microenvironment of gastric cancer with lymphoid stroma: from morphology and digital analysis to gene expression. In: Gastric Cancer. Band 22, Nr. 1, Jan 2019, S. 77–90.
- C. Schwarzenböck, A. Schaffer, E. Nößner, P. J. Nelson, R. Huss, B. Rieger: Fluorescent Polyvinylphosphonate Bioconjugates for Selective Cellular Delivery. In: Chemistry. Band 24, Nr. 11, 21. Feb 2018, S. 2584–2587.
- H. Niess, J. C. von Einem, M. N. Thomas, M. Michl, M. K. Angele, R. Huss, C. Günther, P. J. Nelson, C. J. Bruns, V. Heinemann: Treatment of advanced gastrointestinal tumors with genetically modified autologous mesenchymal stromal cells (TREAT-ME1): study protocol of a phase I/II clinical trial. In: BMC Cancer. Band 15, 8. Apr 2015, S. 237.
- Q. Bao, Y. Zhao, H. Niess, C. Conrad, B. Schwarz, K. W. Jauch, R. Huss, P. J. Nelson, C. J. Bruns: Mesenchymal stem cell-based tumor-targeted gene therapy in gastrointestinal cancer. In: Stem Cells Dev. Band 21, Nr. 13, 2012, S. 2355–2363.
- I. von Luettichau, S. Segerer, A. Wechselberger, M. Notohamiprodjo, M. Nathrath, M. Kremer, A. Henger, R. Djafarzadeh, S. Burdach, R. Huss, P. J. Nelson: A complex pattern of chemokine receptor expression is seen in osteosarcoma. In: BMC Cancer. Band 8, 2008, S. 23.